# Prosthiochaeta formosa
Prosthiochaeta formosa är en tvåvingeart som beskrevs av Hiroshi Hara 1987. Prosthiochaeta formosa ingår i släktet Prosthiochaeta och familjen bredmunsflugor.
Artens utbredningsområde är Taiwan. Inga underarter finns listade i Catalogue of Life.